# العلاقات البلغارية الغينية
العلاقات البلغارية الغينية هي العلاقات الثنائية التي تجمع بين بلغاريا وغينيا.

## مقارنة بين البلدين
هذه مقارنة عامة ومرجعية للدولتين:
| وجه المقارنة                                              | بلغاريا                                                                             | غينيا       |
| --------------------------------------------------------- | ----------------------------------------------------------------------------------- | ----------- |
| المساحة (كم2)                                             | 110.99 ألف                                                                          | 245.86 ألف  |
| عدد السكان (نسمة)                                         | 7.08 مليون                                                                          | 12.72 مليون |
| الكثافة السكانية (ن./كم²)                                 | 63.79                                                                               | 51.74       |
| العاصمة                                                   | صوفيا                                                                               | كوناكري     |
| اللغة الرسمية                                             | اللغة البلغارية                                                                     | لغة فرنسية  |
| العملة                                                    | ليف بلغاري                                                                          | فرنك غيني   |
| الناتج المحلي الإجمالي (بليون دولار)                      | 56.83 مليار                                                                         | 10.50 مليار |
| الناتج المحلي الإجمالي (تعادل القوة الشرائية) بليون دولار | 130.99 مليار                                                                        | 15.24 مليار |
| الناتج المحلي الإجمالي الاسمي للفرد دولار أمريكي          | 8.03 ألف                                                                            | 531         |
| الناتج المحلي الإجمالي للفرد دولار أمريكي                 | 17.21 ألف                                                                           | 1.22 ألف    |
| مؤشر التنمية البشرية                                      | 0.782                                                                               | 0.411       |
| رمز المكالمات الدولي                                      | +359                                                                                | +224        |
| رمز الإنترنت                                              | .bg، .бг ‏                                                                           | .gn         |
| المنطقة الزمنية                                           | ت ع م+02:00، ت ع م+03:00، أوروبا/صوفيا ‏، توقيت شرق أوروبا، توقيت شرق أوروبا الصيفي ‏ | 00          |

## منظمات دولية مشتركة
يشترك البلدان في عضوية مجموعة من المنظمات الدولية، منها:
| علم المنظمة | اسم المنظمة                               | تاريخ انضمام بلغاريا | تاريخ انضمام غينيا |
| ----------- | ----------------------------------------- | -------------------- | ------------------ |
|             | يونسكو                                    | 17 مايو 1956         | 2 فبراير 1960      |
|             | وكالة ضمان الاستثمار متعدد الأطراف        | 23 سبتمبر 1992       | 5 أكتوبر 1995      |
|             | الأمم المتحدة                             | 14 ديسمبر 1955       | 12 ديسمبر 1958     |
|             | الفريق المعني برصد الأرض                  | ?                    | ?                  |
|             | الاتحاد البريدي العالمي                   | ?                    | ?                  |
|             | البنك الدولي للإنشاء والتعمير             | 25 سبتمبر 1990       | 28 سبتمبر 1963     |
|             | منظمة حظر الأسلحة الكيميائية              | ?                    | ?                  |
|             | مؤسسة التمويل الدولية                     | 22 يوليو 1991        | 22 أكتوبر 1982     |
|             | المركز الدولي لتسوية المنازعات الاستشارية | 13 مايو 2001         | 4 ديسمبر 1968      |
|             | منظمة التجارة العالمية                    | 1 ديسمبر 1996        | 25 أكتوبر 1995     |
|             | منظمة الشرطة الجنائية الدولية             | ?                    | ?                  |

## وصلات خارجية
- موقع وزارة الخارجية البلغارية